# 우르수스 (바르샤바)
우르수스(폴란드어: Ursus)는 폴란드 바르샤바 서쪽에 위치한 구다.